# بروتين فوسفاتي

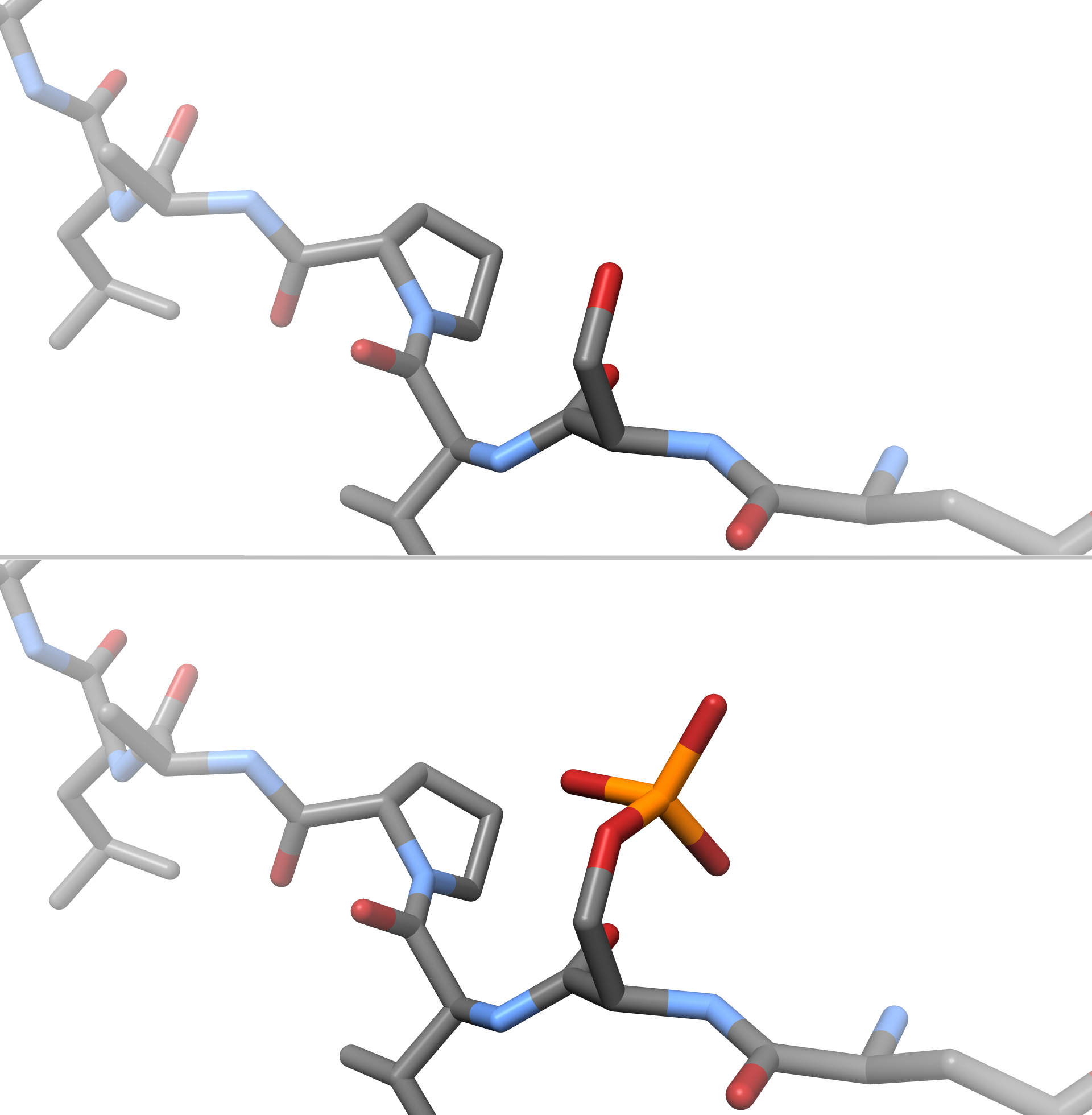

البروتينات الفوسفاتية (بالإنجليزية: Phosphoproteins)‏ هي مجموعة من البروتينات المرتبطة بروابط كيميائية مع مواد تحتوي على حمض الفوسفوريك.